# Elimination Chamber (2024)
Elimination Chamber (2024), promowany również jako Elimination Chamber: Perth (W Niemczech znane jako No Escape) – czternasta gala wrestlingu w chronologii cyklu Elimination Chamber wyprodukowana przez federację WWE dla zawodników z brandów Raw i SmackDown. Odbyła się 24 lutego 2024 w Optus Stadium w Perth w stanie Australia Zachodnia w Australii, co było pierwszą galą WWE, która odbyła się w Australii od czasu Super Show-Down w październiku 2018 roku i jedyną galą WWE w regionie Azji i Pacyfiku w 2024 roku. Było to również trzecie z rzędu Elimination Chamber, która odbyło się poza Stanami Zjednoczonymi, po galach z lat 2022 i 2023, i jako pierwszy miał podtytuł nazwany na cześć miasta-gospodarza. Gala ta była także pierwszą galą Elimination Chamber, która odbyła się na stadionie.
Na gali odbyło się pięć walk, w tym jedna w pre-show Kickoff. Gala obejmowała dwa Elimination Chamber matche, po jednym dla mężczyzn i kobiet, z udziałem wrestlerów obu brandów. Męski Chamber wygrał Drew McIntyre, zdobywając walkę o World Heavyweight Championship z Raw na WrestleManii XL, podczas gdy kobiecą walkę, która była walką otwierającą, wygrała Becky Lynch, zdobywając walkę o Women’s World Championship także z Raw, również na WrestleManii XL. Walką wieczoru było starcie dwóch Australijek, gdzie Rhea Ripley pokonała Nię Jax i obroniła Women’s World Championship, co było pierwszym razem, w którym kobiety wystąpiły w walce wieczoru gali PPV i transmitowanej na żywo w głównym rosterze WWE od pierwszej nocy WrestleManii 37 w kwietniu 2021 roku.

## Produkcja

### Tło
Elimination Chamber to cykl gal profesjonalnego wrestlingu, zapoczątkowana przez amerykańską federację WWE w 2010 roku. Od tego czasu odbywa się co roku, z wyjątkiem 2016 roku, zazwyczaj w lutym. Koncepcja wydarzenia polega na tym, że jedna lub dwie walki wieczoru są Elimination Chamber matchami, których stawką są mistrzostwa lub gwarancja przyszłych walk o mistrzostwa.
Ogłoszona 21 września 2023 roku czternasta gala Elimination Chamber, zatytułowana Elimination Chamber: Perth, odbędzie się w sobotę 24 lutego 2024 roku na Optus Stadium w Perth w Australii Zachodniej w Australii, a wezmą w niej udział zawodnicy brandów Raw i SmackDown. Będzie to pierwsza gala Elimination Chamber, które odbędzie się w Australii i trzecia poza Stanami Zjednoczonymi, po wydarzeniach w latach 2022 i 2023, które odbyły się odpowiednio w Arabii Saudyjskiej i Kanadzie. Jest to również pierwsza gala WWE, które odbędzie się w Australii od czasu Super Show-Down w październiku 2018 roku i jedyne wydarzenie WWE w regionie Azji i Pacyfiku w 2024 roku. Jest to również pierwsza gala Elimination Chamber, której podtytuł nosi nazwę miasta-gospodarza. Gala była emitowana w systemie pay-per-view na całym świecie i była dostępna przez Peacock w Stanach Zjednoczonych, Binge w Australii i WWE Network na większości innych rynków międzynarodowych. Bilety trafiły do sprzedaży 10 listopada 2023 roku.
W 2011 i od 2013 roku wydarzenie było promowane w Niemczech jako „No Escape” w obawie, że nazwa „Elimination Chamber” (ang. komora eliminacyjna) może przywodzić na myśl komory gazowe używane podczas Holokaustu.

### Rywalizacje
Elimination Chamber oferowało walki profesjonalnego wrestlingu z udziałem wrestlerów należących do brandów Raw i SmackDown. Wyreżyserowane rywalizacje (storyline’y) były kreowane podczas cotygodniowych gal Raw i SmackDown. Wrestlerzy są przedstawieni jako heele (negatywni, źli zawodnicy i najczęściej wrogowie publiki) i face’owie (pozytywni, dobrzy i najczęściej ulubieńcy publiki), którzy rywalizują pomiędzy sobą w seriach walk mających budować napięcie. Kulminacją rywalizacji jest walka wrestlerska lub ich seria.

#### Pojedynek o Undisputed WWE Tag Team Championship
2 lutego na odcinku SmackDown, Pete Dunne i Tyler Bate wygrali fatal 4-way tag team match pokonując Legado Del Fantasma (Angela i Humberto), Pretty Deadly (Eltona Prince’a i Kita Wilsona) oraz Latino World Order (Joaquina Wilde’a i Cruza Del Toro). Na następnym odcinku Raw, #DIY (Johnny Gargano i Tommaso Ciampa) wygrali drugi fatal 4-way tag team match pokonując The Creed Brothers (Brutusa Creeda i Juliusa Creeda), Imperium (Giovanniego Vinciego i Ludwiga Kaisera) oraz The New Day (Kofiego Kingstona i Xaviera Woodsa). Na następnym odcinku SmackDown, Bate i Dunne pokonali #DIY i zmierzą się z Bálorem i Priestem o Undisputed WWE Tag Team Championship z The Judgement Day (Damian Priest i Finn Bálor) na Elimination Chamber. Dunne i Bate następnie przyjęli nazwę zespołu New Catch Republic.

#### Żeński Elimination Chamber match
5 lutego, Generalny Menadżer Raw Adam Pearce ogłosił, że w związku z tym, że zwyciężczyni żeńskiego Royal Rumble matchu zdecydowała się walczyć o WWE Women’s Championship ze SmackDown na WrestleManii XL, pretendentka Rhei Ripley do walki o Women’s World Championship z Raw na WrestleManii zostanie wyłoniona w drodze Elimination Chamber matchu. Pierwsza walka kwalifikacyjna odbyła się tej nocy na Raw, gdzie Becky Lynch pokonała Shaynę Baszler. Następnie Bianca Belair pokonała Michin 9 lutego na odcinku SmackDown. Kolejna walka kwalifikacyjna odbyła się 12 lutego na odcinku Raw, gdzie Liv Morgan pokonała Zoey Stark. Czwarta i piąta walka kwalifikacyjna odbyła się 16 lutego na odcinku SmackDown, gdzie Tiffany Stratton pokonała Zelinę Vegę, a Naomi pokonała Albę Fyre. O ostatnim miejscu zadecydował Last Chance Battle Royal rozegrany 19 lutego na odcinku Raw, który wygrała powracająca Raquel Rodriguez, eliminując jako ostatnią Chelsea Green.

#### Pojedynek o Women’s World Championship
Na Crown Jewel w listopadzie 2023 roku, Rhea Ripley obroniła Women’s World Championship w fatal 5-way matchu, w którym uczestniczyła także Nia Jax. Od tego czasu Jax nadal atakowała Ripley, przysięgając, że wygra Royal Rumble match w 2024 roku i zmierzy się z Ripley na WrestleManii XL, ale jej się to nie udało. Na następnym odcinku Raw, Jax zaciekle zaatakowała Ripley i powiedziała, że nie uda jej się dotrzeć na WrestleManię. 5 lutego, Ripley wezwała Jax, jednak pojawił się Generalny Menadżer Raw Adam Pearce, próbując zapobiec bójce pomiędzy nimi i ogłosił, że Ripley będzie broniła Women’s World Championship przeciwko Jax na Elimination Chamber. Mimo to nadal doszło do bójki.

#### Męski Elimination Chamber match
9 lutego na odcinku SmackDown, Generalny Menadżer SmackDown Nick Aldis i Generalny Menadżer Raw Adam Pearce ogłosili, że w związku z tym, że zwycięzca męskiego Royal Rumble matchu zdecydował się walczyć o Undisputed WWE Universal Championship ze SmackDown na WrestleManii XL, pretendent Setha „Freakin” Rollinsa do World Heavyweight Championship na WrestleManii zostaną rozstrzygnięte w drodze Elimination Chamber matchu. Pierwsze walki kwalifikacyjne odbyły się na tym samym odcinku, a Drew McIntyre i Randy Orton pokonali odpowiednio AJ Stylesa i Samiego Zayna. Kolejne walki kwalifikacje odbyły się 12 lutego na odcinku Raw, a Bobby Lashley i LA Knight pokonali odpowiednio Bronsona Reeda i Ivara. 16 lutego na odcinku SmackDown miały miejsce ostatnie walki kwalifikacyjne w których Kevin Owens oraz Logan Paul pokonali kolejno „Dirty” Dominika Mysterio i The Miza.

#### The Grayson Waller Effect
14 lutego na odcinku The Bump, australijski wrestler ze SmackDown Grayson Waller ogłosił, że na Elimination Chamber będzie gospodarzem specjalnej edycji swojego talk show „The Grayson Waller Effect” , a jego gośćmi specjalnymi będą wrestlerzy z Raw, zwycięzca Royal Rumble 2024 Cody Rhodes i mistrz świata wagi ciężkiej Seth „Freakin” Rollins.

#### Pojedynek o WWE Women’s Tag Team Championship
22 lutego podczas wydarzenia prasowego Elimination Chamber ogłoszono, że The Kabuki Warriors (Asuka i Kairi Sane) będą broniły WWE Women’s Tag Team Championship przeciwko Candice LeRae i Indi Hartwell na pre-show Elimination Chamber Kickoff.

#### Anulowana walka
Brock Lesnar, który ostatni raz pojawił się na SummerSlam w sierpniu 2023 roku, miał powrócić na Royal Rumble 2024 w Royal Rumble matchu. Planowano również, że zostałby wyeliminowany przez „Dirty” Dominika Mysterio, aby ustawić mecz między nimi na Elimination Chamber. Jednakże, ze względu na wzmiankę o Lesnarze w procesie o handel ludźmi w celach seksualnych przeciwko Vince’owi McMahonowi, Lesnar został wycofany z Royal Rumble, a wszystkie plany dotyczące jego postaci prowadzące do WrestleManii XL zostały odrzucone.
Pierwotnie planowano, że pochodzący z Australii Bronson Reed będzie zaangażowany w Elimination Chamber. Doniesiono, że pierwotnie Reed miał rzucić wyzwanie Sethowi „Freakin” Rollinsowi o mistrzostwo świata w wadze ciężkiej, jednak z powodu kontuzji Rollinsa plany uległy zmianie. Ostatecznie Reed w ogóle nie wziął udziału, ponieważ jego żona wcześnie urodziła syna.

## Wyniki walk
| Nr                                                                   | Wyniki | Stypulacje                                                                                         | Czas  |
| -------------------------------------------------------------------- | --- | -------------------------------------------------------------------------------------------------- | ----- |
| 1P                                                                   | The Kabuki Warriors (Asuka i Kairi Sane) (c) pokonały Candice LeRae i Indi Hartwell poprzez pinfall                                                            | Tag team match o WWE Women’s Tag Team Championship                                                 | 8:55  |
| 2                                                                    | Becky Lynch pokonała Biancę Belair, Liv Morgan, Tiffany Stratton, Naomi i Raquel Rodriguez                                                                     | Elimination Chamber match o miano pretendentki do Women’s World Championship na WrestleManii XL    | 32:15 |
| 3                                                                    | The Judgment Day (Finn Bálor i Damian Priest) (c) (z „Dirty” Dominikiem Mysterio) pokonali New Catch Republic (Pete’a Dunne’a i Tylera Bate’a) poprzez pinfall | Tag team match o Undisputed WWE Tag Team Championship                                              | 17:25 |
| 4                                                                    | Drew McIntyre pokonał Randy’ego Ortona, Bobby’ego Lashleya, LA Knighta, Kevina Owensa i Logana Paula                                                           | Elimination Chamber match o miano pretendenta do World Heavyweight Championship na WrestleManii XL | 36:55 |
| 5                                                                    | Rhea Ripley (c) pokonała Nię Jax poprzez pinfall | Singles match o Women’s World Championship                                                         | 14:35 |
| (c) – mistrz/mistrzyni przed walkąP – walka miała miejsce w pre-show | | |       |

### Żeński Elimination Chamber match
| Nr eliminacji | Wrestlerka       | Nr wejściowy | Wyeliminowana przez | Metoda eliminacji                              | Czas  |
| ------------- | ---------------- | ------------ | ------------------- | ---------------------------------------------- | ----- |
| 1             | Naomi            | 2            | Tiffany Stratton    | Przypięta ruchem roll-up                       | 13:30 |
| 2             | Tiffany Stratton | 3            | Liv Morgan          | Przypięta po otrzymaniu Oblivion z górnej liny | 22:55 |
| 3             | Raquel Rodriguez | 5            | Biancę Belair       | Przypięta po otrzymaniu KOD                    | 25:05 |
| 4             | Bianca Belair    | 6            | Liv Morgan          | Przypięta ruchem roll-up                       | 32:10 |
| 5             | Liv Morgan       | 4            | Becky Lynch         | Przypięta po otrzymaniu Manhandle Slam         | 32:15 |
| Zwyciężczyni  | Becky Lynch      | 1            | –                   | –                                              | 32:15 |

### Męski Elimination Chamber match
| Nr eliminacji | Wrestler      | Nr wejściowy | Wyeliminowany przez | Metoda eliminacji                                                     | Czas  |
| ------------- | ------------- | ------------ | ------------------- | --------------------------------------------------------------------- | ----- |
| 1             | Bobby Lashley | 4            | Drew McIntyre’a     | Przypięty po otrzymaniu Claymore                                      | 21:30 |
| 2             | LA Knight     | 1            | Drew McIntyre’a     | Przypięty po otrzymaniu Styles Clash od AJ Stylesa na stalowe krzesło | 24:20 |
| 3             | Kevin Owens   | 3            | Randy’ego Ortona    | Przypięty po otrzymaniu RKO                                           | 28:00 |
| 4             | Logan Paul    | 6            | Randy’ego Ortona    | Przypięty po otrzymaniu RKO                                           | 32:35 |
| 5             | Randy Orton   | 5            | Drew McIntyre’a     | Przypięty po otrzymaniu kastetem od Logana Paula                      | 36:55 |
| Zwycięzca     | Drew McIntyre | 2            | –                   | –                                                                     | 36:55 |

### Turniej o miano pretendentów do Undisputed WWE Tag Team Championship
|  |                                                    |                                                 |                         |     |                                        |                             |
|  | Półfinały (SmackDown, 2 lutego) (Raw, 5 lutego)    | Półfinały (SmackDown, 2 lutego) (Raw, 5 lutego) |                         |     | Finał (SmackDown, 9 lutego)            | Finał (SmackDown, 9 lutego) |
|  | Półfinały (SmackDown, 2 lutego) (Raw, 5 lutego)    | Półfinały (SmackDown, 2 lutego) (Raw, 5 lutego) |                         |     | Finał (SmackDown, 9 lutego)            | Finał (SmackDown, 9 lutego) |
|  |                                                    |                                                 |                         |     |                                        |                             |
|  |                                                    |                                                 |                         |     |                                        |                             |
|  | Pete Dunne i Tyler Bate                            | Pin                                             |                         |     |                                        |                             |
|  | Pete Dunne i Tyler Bate                            | Pin                                             |                         |     |                                        |                             |
|  | Pretty Deadly (Kit Wilson i Elton Prince)          | 9:26                                            |                         |     |                                        |                             |
|  | Pretty Deadly (Kit Wilson i Elton Prince)          | 9:26                                            |                         |     |                                        |                             |
|  | Latino World Order (Cruz Del Toro i Joaquin Wilde) | —                                               |                         |     |                                        |                             |
|  | Latino World Order (Cruz Del Toro i Joaquin Wilde) | —                                               |                         |     |                                        |                             |
|  | Legado Del Fantasma (Angel i Humberto)             | —                                               |                         |     |                                        |                             |
|  | Legado Del Fantasma (Angel i Humberto)             | —                                               |                         |     |                                        |                             |
|  |                                                    |                                                 | Pete Dunne i Tyler Bate | Pin |                                        |                             |
|  |                                                    |                                                 | Pete Dunne i Tyler Bate | Pin |                                        |                             |
|  |                                                    |                                                 |                         |     | #DIY (Johnny Gargano i Tommaso Ciampa) | 8:40                        |
|  |                                                    |                                                 |                         |     | #DIY (Johnny Gargano i Tommaso Ciampa) | 8:40                        |
|  | #DIY (Johnny Gargano i Tommaso Ciampa)             | Pin                                             |                         |     |                                        |                             |
|  | #DIY (Johnny Gargano i Tommaso Ciampa)             | Pin                                             |                         |     |                                        |                             |
|  | The Creed Brothers (Brutus Creed i Julius Creed)   | —                                               |                         |     |                                        |                             |
|  | The Creed Brothers (Brutus Creed i Julius Creed)   | —                                               |                         |     |                                        |                             |
|  | Imperium (Giovanni Vinci i Ludwig Kaiser)          | 17:30                                           |                         |     |                                        |                             |
|  | Imperium (Giovanni Vinci i Ludwig Kaiser)          | 17:30                                           |                         |     |                                        |                             |
|  | The New Day (Kofi Kingston i Xavier Woods)         | —                                               |                         |     |                                        |                             |
|  | The New Day (Kofi Kingston i Xavier Woods)         | —                                               |                         |     |                                        |                             |